# الوی گیلا
الوی گیلا (انگلیسی: Eloy Gila؛ زادهٔ ۲۱ ژوئن ۱۹۸۸) بازیکن فوتبال اهل اسپانیا است.
از باشگاه‌هایی که در آن بازی کرده‌است می‌توان به باشگاه خیمناستیک تاراگونا، باشگاه فوتبال رئال بتیس، و باشگاه فوتبال سابادل اشاره کرد.